# دانيال غودت
دانيال غودت هو أكاديمي كندي، ولد في 1959 في مونكتون في كندا.